# 俳諧七部集
俳諧七部集（はいかいしちぶしゅう）は、佐久間柳居が編集した俳諧連句撰集。1732年（享保17年）頃に成立。蕉門の代表的な撰集七部十二冊をまと
めたもの。

## 収められた撰集
- 冬の日
- 春の日
- 曠野（あらの）
- ひさご
- 猿蓑（さるみの）
- 続猿蓑
- 炭俵

## 主な刊行
- 『芭蕉七部集』中村俊定校注、岩波文庫。ワイド版も刊
- 『芭蕉七部集　新日本古典文学大系70』白石悌三・上野洋三校注、岩波書店。詳細な注解